# Златова, Валерия Васильевна
Вале́рия Васи́льевна Зла́това (укр. Валерія Василівна Златова; род. 26 февраля 1983, Заря, Одесская область) — украинская спортсменка, борец вольного стиля.

## Биография
Родилась 26 февраля 1983 года в селе Заря Саратского района Одесской области.
Победительница первенства Европы (2000), серебряный призёр чемпионата Европы (2003), серебряный призёр Кубка мира (Франция, 2006)